# Dasycnemia
Dasycnemia é um gênero de mariposa pertencente à família Crambidae.